# Hexenturm

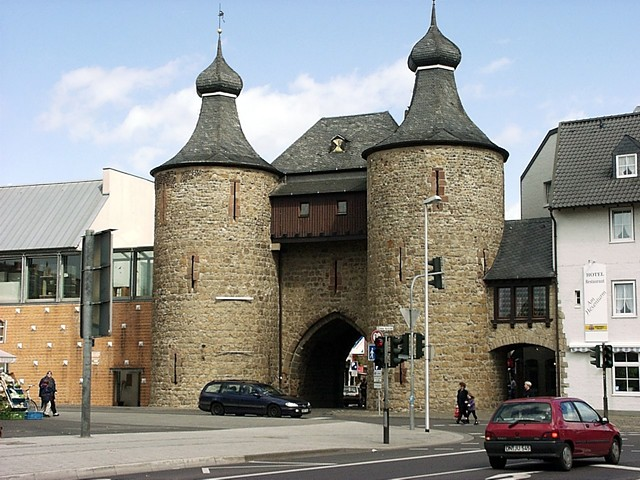
Der Jülicher Hexenturm

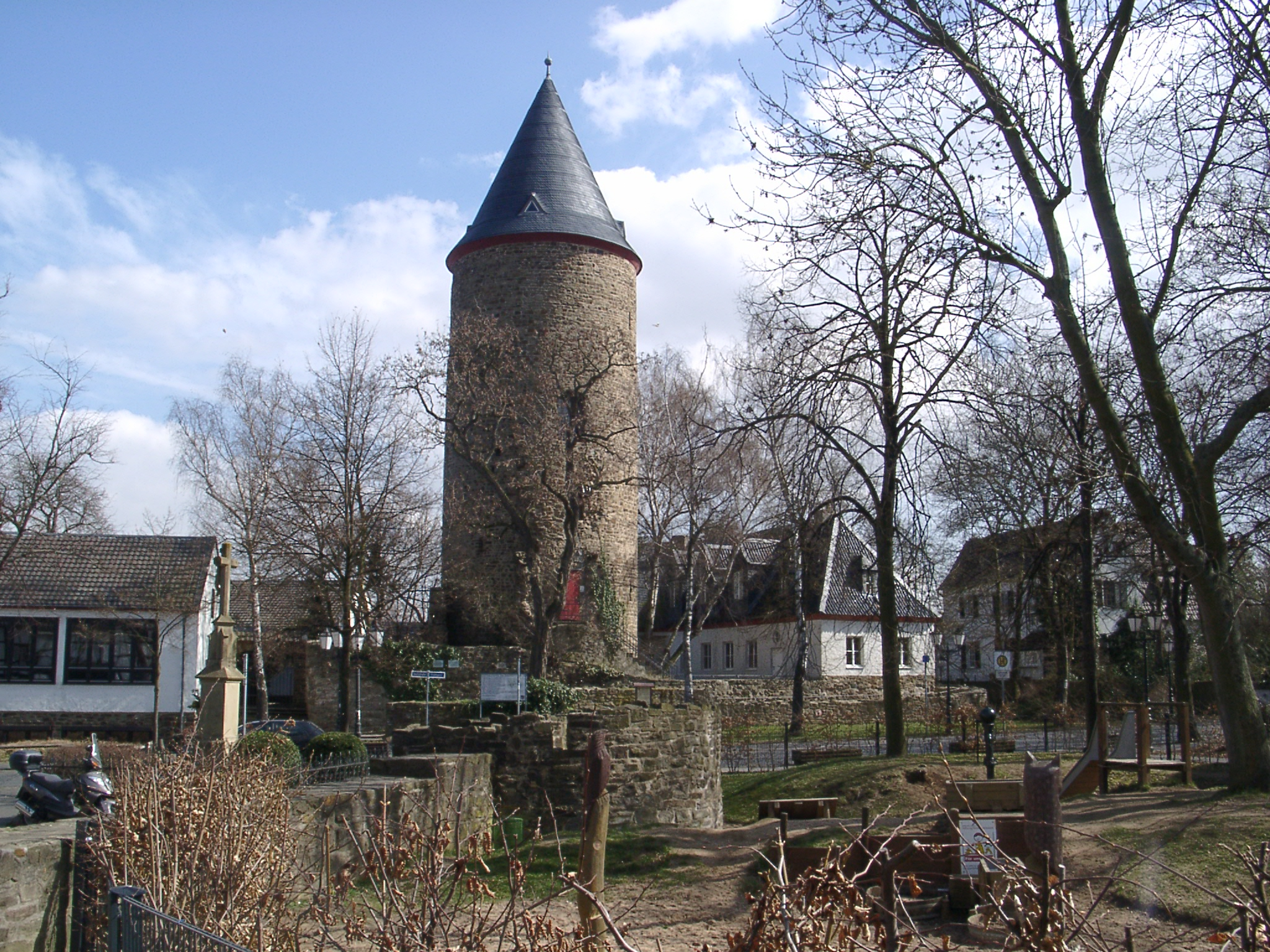
Der Hexenturm Rheinbach

Hexenturm ist eine häufig zu findende Bezeichnung für einen Turm, der Teil einer mittelalterlichen Stadtbefestigung oder Burg war und in der Vergangenheit als Gefängnis diente.

## Geschichte
Der Name bezieht sich auf die Zeit der Hexenverfolgung. Manche dieser Türme wurden damals tatsächlich dazu genutzt, der Hexerei verdächtigte Personen bis zu ihrer Verhandlung, Folter und Aburteilung einzusperren. Fernab des städtischen Trubels und von außen unsichtbar wurden Gefangene gefoltert und misshandelt. Selbst wenn Frauen vor Gericht freigesprochen wurden, hat man sie festgehalten bis die Gerichtskosten beglichen worden sind.
Andere Hexentürme haben ihren Namen aus dem 19. Jahrhundert, als man mit Schauder auf die Gräuel der Hexenprozesse zurückblickte. Diese dienten dann nur als normale Gefängnistürme oder sie waren teilweise auch nur einfache Türme der Stadtmauern.
Hexentürme findet man in einer Vielzahl von Städten, wie etwa Aschersleben, Coburg, Frankenberg (Eder), Fulda, Gelnhausen, Geseke, Heidelberg, Herborn, Hofheim am Taunus, Idstein, Jülich, Kaufbeuren, Kirchhain, Lahnstein, Landsberg am Lech, Marburg, Markdorf, Memmingen, Olpe, Rheinbach, Rüthen, Treysa, Windecken und vielen anderen mehr. Heutzutage dienen die Türme in renoviertem Zustand gelegentlich als Museen.
Eine Sage besagt, dass auf der Wildensteiner Burg Hexenturm tatsächlich Hexen verbrannt wurden. Hexenprozesse aus dem Gebiet des Oberen Donautals sind in den Archiven zu finden.
In Babenhausen wird eine besondere Bierspezialität, die Hexe, gebraut, die auf dem Etikett der Bügelflasche eine Abbildung des örtlichen Hexenturms zeigt.
In Salzburg existierte in der Stadtmauer ein Hexenturm aus dem 15. Jahrhundert, der als Gefängnis und später als Lager diente. 1944 wurde er von einer Fliegerbombe zerstört, die Ruine wurde abgerissen. Nur noch eine Abbildung an der Fassade Wolf-Dietrich-Straße und Paris-Lodron-Straße erinnert an dieses Gebäude.

## Noch bestehende Hexentürme
- Hexenturm in Babenhausen
- Hexenturm (Bad Homburg)
- Hexenturm in Bremgarten
- Großes Bollwerk und Hexenturm (Büdingen)
- Hexenturm (Burg)
- Hexenturm (Calbe)
- Hexenturm (Coburg)
- Hexenturm in Frankenberg (Eder)
- Hexenturm im Alten Gefängnis (Freising)
- Hexenturm (Fulda)
- Hexenturm (Gelnhausen)
- Hexenturm (Großostheim)
- Hexenturm in Heidelberg
- Hexenturm (Herborn)
- Hexenturm in Hofheim am Taunus
- Hexenturm (Idstein)
- Hexenturm Jülich
- Hexenturm in Kirchhain
- Hexenturm in Kronach
- Hexenturm (Ladenburg)
- Hexenturm in Lahnstein
- Hexenturm in Landsberg am Lech
- Hexenturm (Marburg)
- Hexenturm (Markdorf)
- Hexenturm (Memmingen)
- Hexenturm (Oberderdingen)
- Hexenturm in Olpe
- Hexenturm in Prenzlau
- Hexenturm (Rheinbach)
- Hexenturm (Rüthen)
- Hexenturm (Sarnen)
- Hexenturm in Siegburg
- Hexenturm am Oberen Schloss Siegen
- Hexenturm (Stein am Rhein)
- Hexenturm (Treysa)
- Hexenturm (Walberberg)
- Hexenturm der Burg Windecken
- Hexenturm in Zeil am Main

## Nicht mehr bestehende Hexentürme
- Hexenturm (München), ein Turm der zweiten Stadtmauer
- Hexenturm (Salzburg), Turm in der ehemaligen Stadtmauer, heute Ecke Paris-Lodron-Straße / Wolf-Dietrich-Straße
- Hexenturm oder Ketzerturm, ehemaliger Turm der Stadtbefestigung Zürich

## Andere Gebäude mit dem Namen Hexenturm
- Wildensteiner Burg Hexenturm

## Bilder

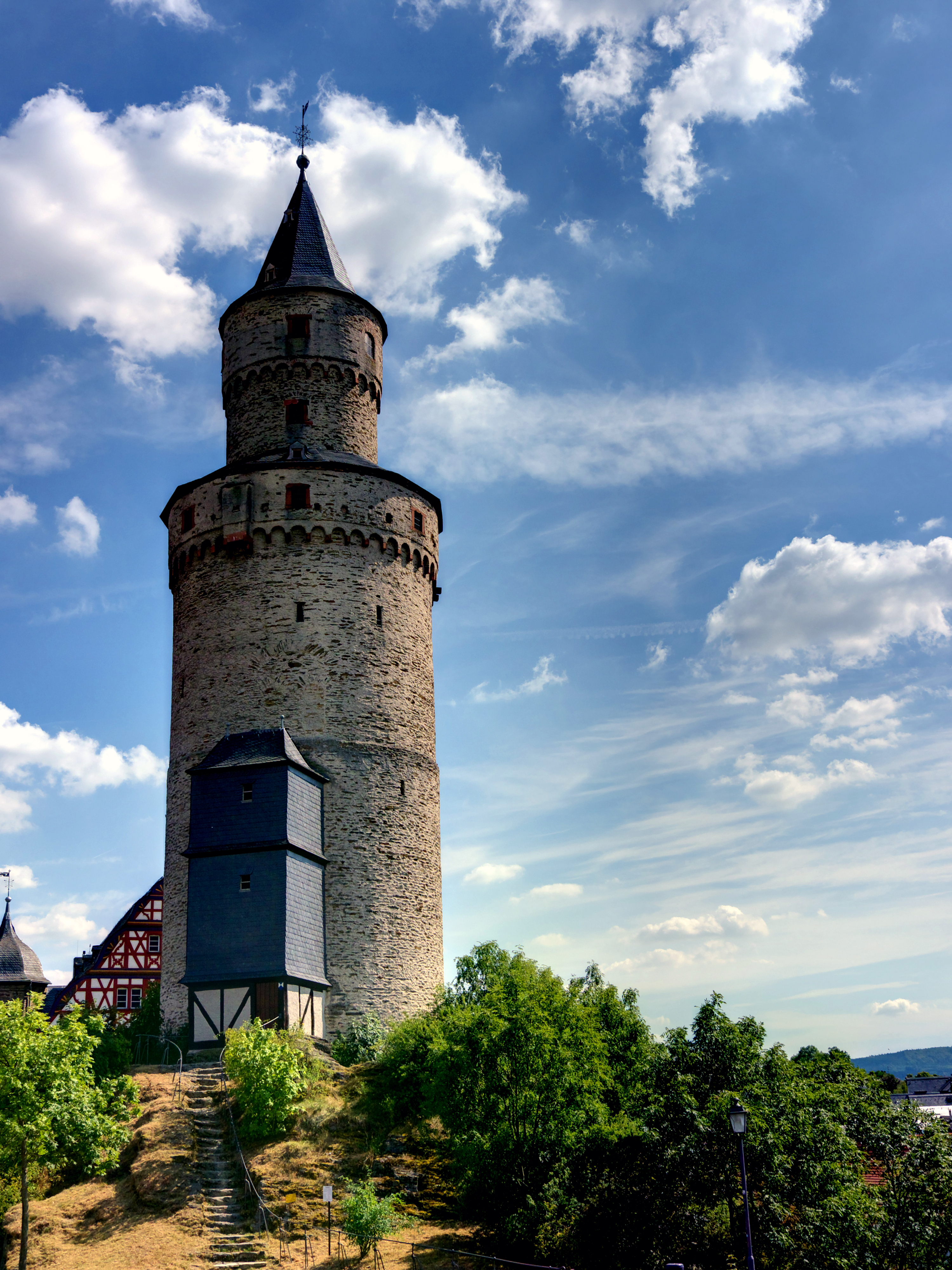
Der Hexenturm in Idstein
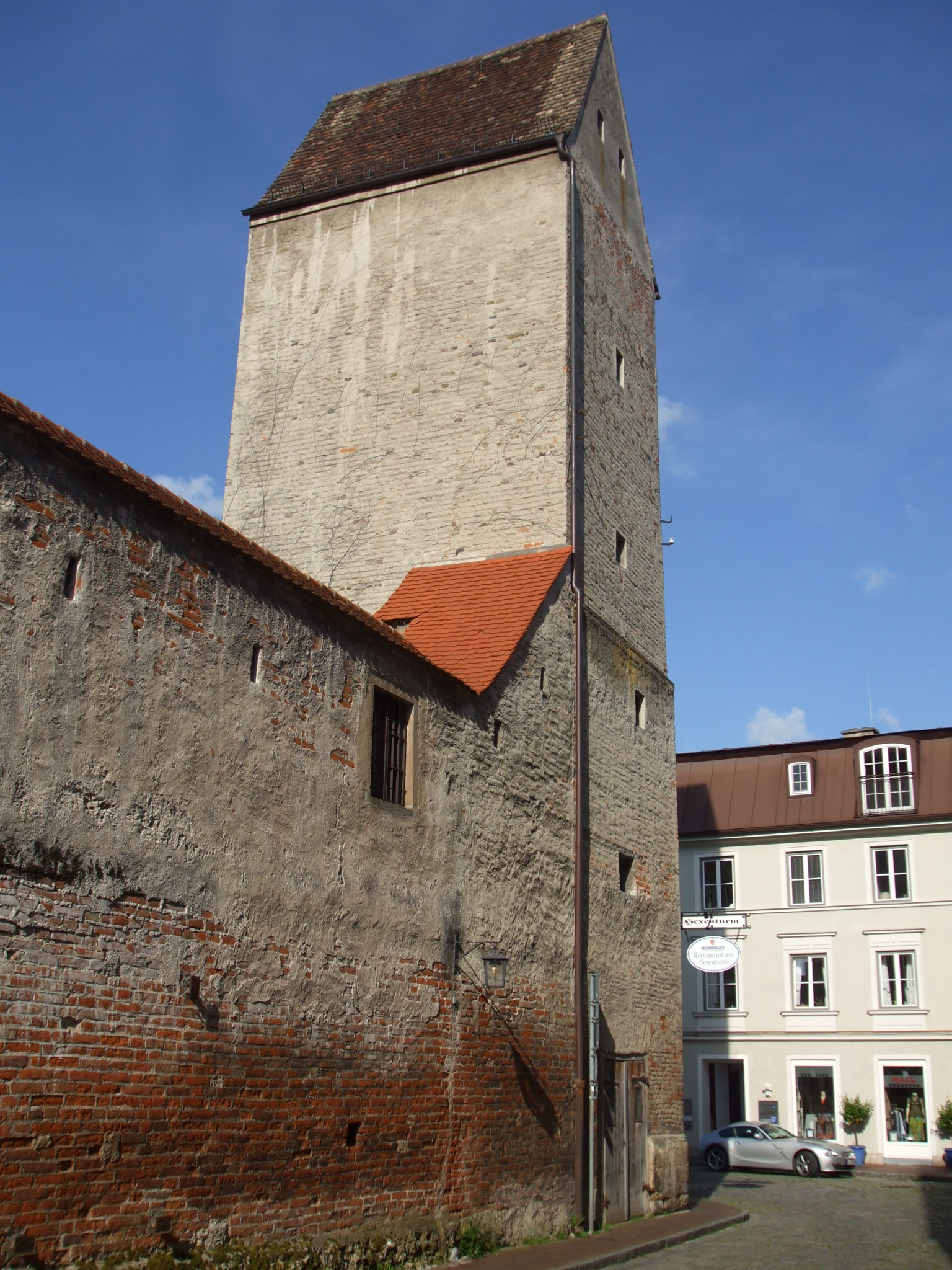
Hexenturm in Landsberg am Lech
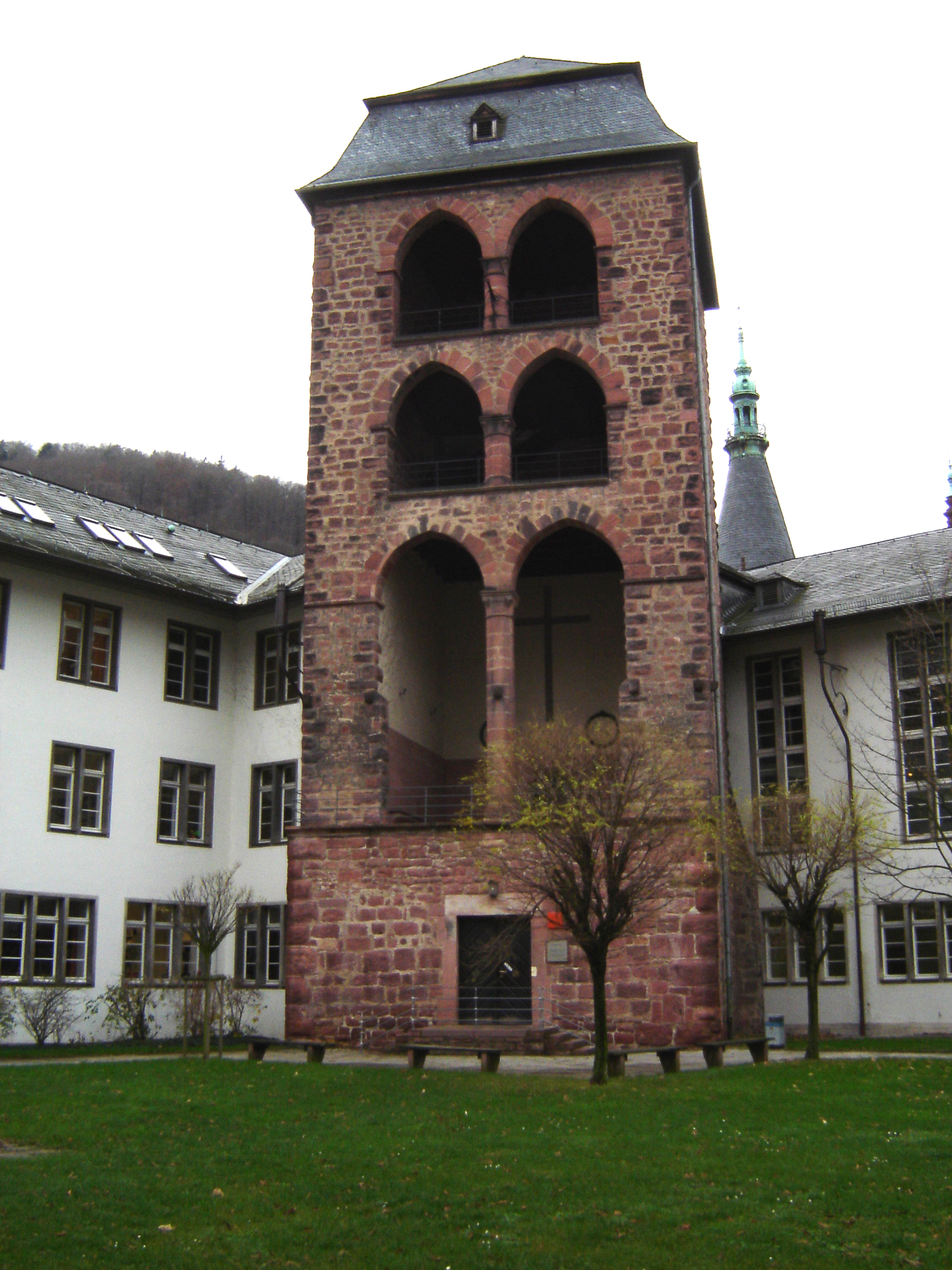
Der Hexenturm, heute von dem Innenhof der Neuen Universität umgeben, ist das einzige Überbleibsel der mittelalterlichen Stadtbefestigung in Heidelberg
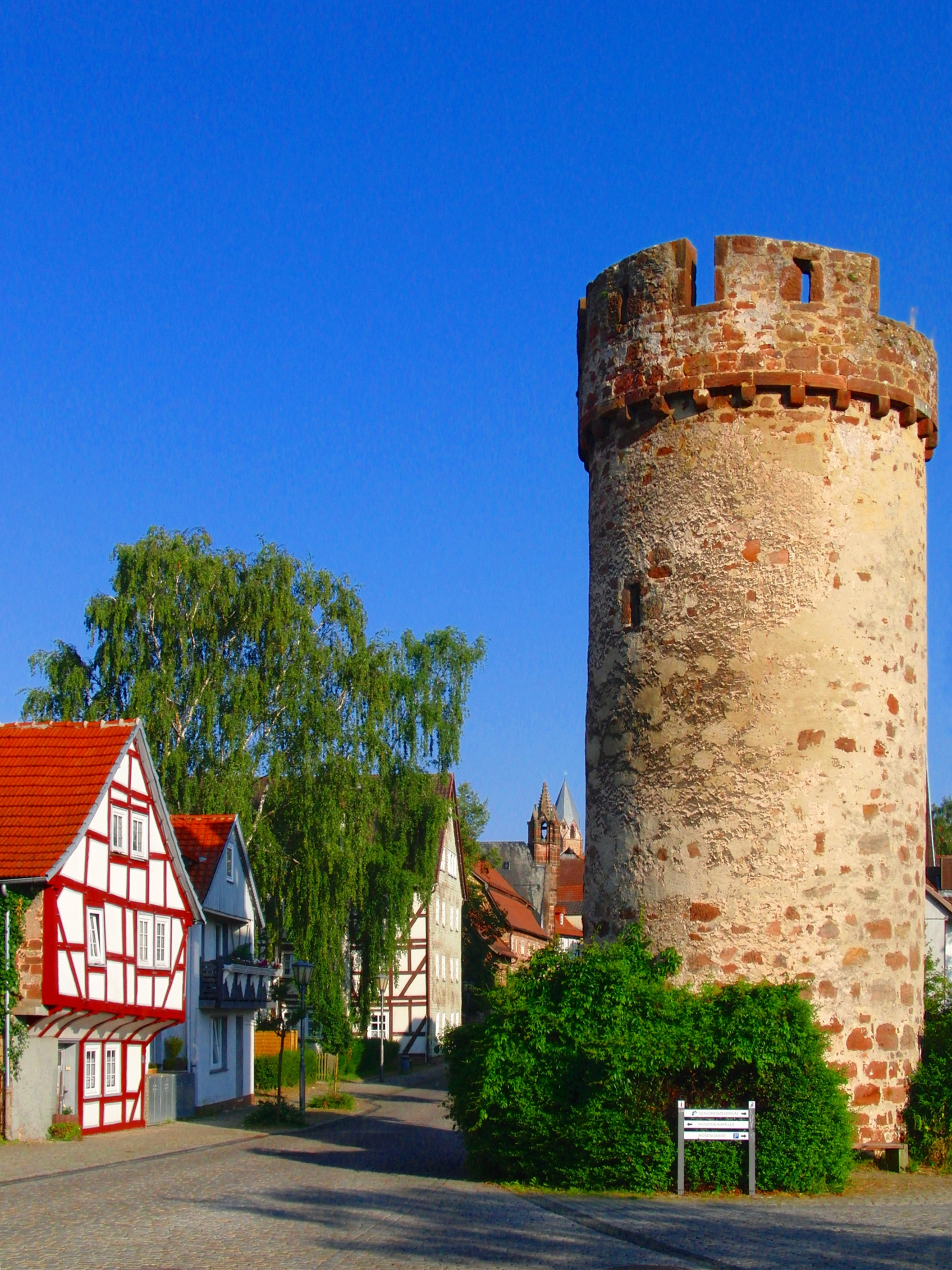
Hexenturm in Treysa
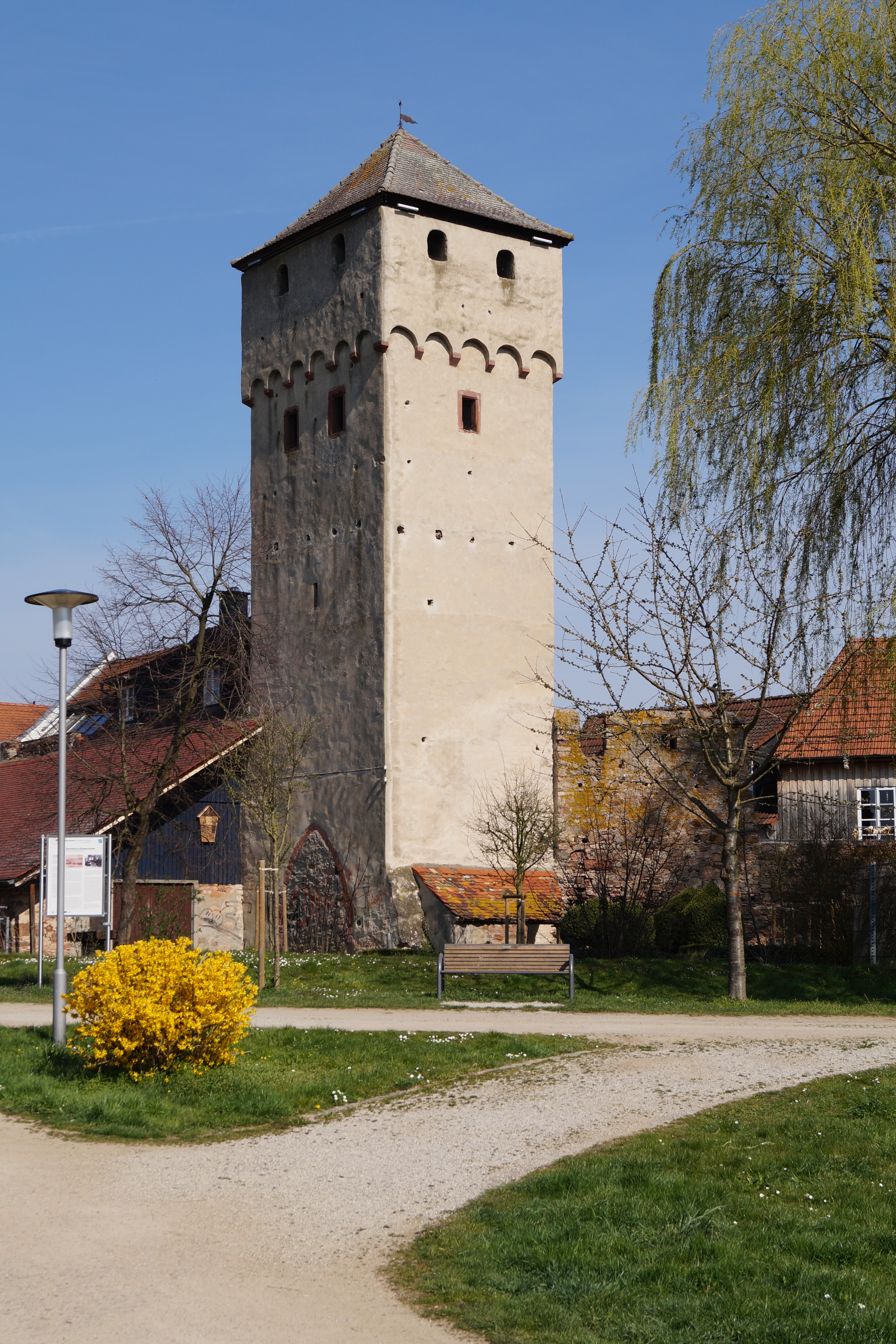
Hexenturm in Babenhausen (Hessen)